# Iresine eriophora
Iresine eriophora är en amarantväxtart som beskrevs av Johann Joseph Peyritsch. Iresine eriophora ingår i släktet Iresine och familjen amarantväxter. Inga underarter finns listade i Catalogue of Life.